# بوجمعة هباز
بوجمعة هباز (مواليد 1943 - اختفى منذ أبريل 1981، لم يظهر أثر)، هو مفكر وناشط سياسي مغربي.

## المولد، النشأة، الدراسة
ولد سنة 1943 بقرية بوتازولت بايميني على بعد 45 كم من مدينة وارزازات. بكر والديه اللذان توفيا قبل معرفة مصير ابنهما. و له 3 اخوات وستة اخوة . متوسط القامة، قوي البنية، محب لرياضة المشي وفنان يجيد العزف على القيثارة . تلقى تعليمه الابتدائي بهذه القرية. و بعد حصوله على الشهادة الابتدائية انتقل للدراسة بثانوية محمد الخامس بمراكش. و في سنة 1961 التحق بمدرسة المعلمين وتخرج منها مدرسا للغة الفرنسية. و بالموازاة مع عمله كان يهيئ لاجتياز امتحانات الباكلوريا وفعلا تم له ذلك الشيء الذي اهله للدراسة في كلية الاداب بالرباط التي حصل منها على الإجازة في الاداب الفرنسي التي خولت له تغيير اطاره ليصبح أستاذا للغة الفرنسية بثانوية مولاي يوسف بالعاصمة الإدارية .من المؤسسين الأوائل لجمعية البحث والتبادل الثقافي التي تاسست سنة 1967 انتخب نائبا للكاتب العام للجمعية سنة 1969و نائبا للرئيس سنة 1970. عمله هذا في المجال الثقافي حتم عليه الدفاع عن قناعاته الفكرية المتمثلة في محيطه الامازيغي. كان ينوي المشاركة في المائدة المستديرة للجامعة الصيفية باكادير سنة 1980 .و كان مقررا ان يساهم بمداخلة في موضوع : المقاربة النقذية للاشرطة المصورة الموجهة إلى شباب العالم الثالث. لكن وهو متواجد مع العائلة بإقليم ورززات سال عنه زوار الليل بمنزل الوالد علي هباز. لكن وجوده عند شقيقته ماما باعد بينهم وبين المشاركة في الندوة.
و في سنة 1973 انتقل إلى السوربون ضمن الافواج الأولى من الاساتدة الباحثين بعد استفادته من منحة مخصصة لإعداد بحوثات اكاديمية حول اللسانيات. حيث حصل على دكتوراه في اللسانيات العامة والتطبيقية في موضوع :
مقولة الجهة في الامازيغية ” تشلحيت المغرب، منطقة ايميني”
عاد إلى كلية الاداب والعلوم الإنسانية بالرباط التي يجمعه بها عقد عمل .و ظل بها إلى غاية 19 أبريل 1981 حيث لم يظهر له اثر بعد هذا الحين.

## إختفائه
اختفى منذ أبريل 1981، لم يظهر أثر لبوجمعة هباز. ولا أحد يعرف هل هو حي ام ميت .

## قالو عنه
| ” | «ويحكي عنه الأستاذ إبراهيم أخياط قائلا: " كان بوجمعة الهباز المناضل المفقود ضمن المجموعة التي تتكون من علي صدقي أزايكو وأحمد بوكوس والفاضل الغوالي وأحمد أكواو وعلي الجاوي وعبد الله بونفور وهؤلاء جميعهم كانوا طلبة بكلية الاداب والعلوم الإنسانية بالرباط التحقوا بنا نحن أخياط إبراهيم وعبد الله الجشتيمي وعلي بنور وعمر الخلفاوي حيث كنا نمارس محاربة الأمية سنة 1965 في صفوف التجار الصغار والعمال انذاك وأسسنا فيما بعد المغربية للبحث والتبادل الثقافي وكان بوجمعة الهباز ضمن المكتب المؤسس للجمعية". ( المصدر: كتاب رجالات العمل الأمازيغي، ص:33).» | “ |

| ” | «صديقه عبد الرحيم المهتدي (صحفي بالتلفزة المغربية طرد من عمله لعلاقته بالهباز) كان آخر من رآه. وهو يروي في تقرير مفصل رفعه إلى هيئة الإنصاف والمصالحة تفاصيل اختطاف المعني من قبل المخابرات المغربية من شقته بحي أكدال الراقي. كما أن الممرضين العاملين بمستشفى ابن سينا بالرباط سبق له في إحدى شهاداتها أن أفاد بأن بوجمعة هباز سبق له أن جيء به إلى نفس المستشفى وهو مكسور العظام ومطلى بالدماء. (المصدر: هيئة الإنصاف والمصالحة)» | “ |

## كتب عنه
- كتاب: «Boujemâa Hebbaz : un Kidnappé sans adresse » de Saïd BAJJI